# Liste de points extrêmes de l'île de Man

Carte de l'île de Man

Voici une liste de points extrêmes de l'île de Man.

## Latitude et longitude
- Nord : Point of Ayre (54° 25′ 04″ N, 4° 21′ 50″ O)
- Sud : Calf of Man (54° 02′ 36″ N, 4° 48′ 49″ O)
- Ouest : Calf of Man (54° 03′ 12″ N, 4° 49′ 55″ O)
- Est : Phare de Maughold Head (54° 17′ 45″ N, 4° 18′ 34″ O)

## Altitude
- Maximale : Snaefell, 621 m (54° 15′ 50″ N, 4° 27′ 40″ O)
- Minimale : mer d'Irlande, 0 m